# Waldemar Parzyński
Waldemar Jerzy Parzyński (ur. 14 listopada 1943 w Rozprzy) – polski wokalista, kompozytor, aranżer, dyrygent, kierownik muzyczny, producent muzyczny. 

## Życiorys
Ukończył Liceum Muzyczne we Wrocławiu w klasie teorii muzyki i perkusji. Absolwent Wydziału Reżyserii Muzycznej Państwowe Wyższej Szkoły Muzycznej w Warszawie.
W latach 1964-1985 był wokalistą jazzowej grupy Novi Singers, dla której komponował i aranżował. Zespół odnosił ogromne sukcesy oraz koncertował w kraju i za granicą. W latach 1975-1980 prowadził Radiowo-Telewizyjne Studio Piosenki. Wielokrotnie pełnił funkcję kierownika muzycznego, dyrygenta i jurora podczas konkursów i festiwali piosenkarskich (m.in. w Opolu, Sopocie, Wrocławiu, Krakowie). Skomponował muzykę m.in. do filmów fabularnych: Na niebie i na ziemi (reż. Julian Dziedzina), Wino mszalne (reż. Witold Orzechowski), Krysia (reż. Ryszard Gajewski); do filmów telewizyjnych: Hania (reż. Stanisław Wohl, Krzysztof Wierzbiański), Romans prowincjonalny (reż. Krzysztof Wierzbiański); do dokumentalnych: Wspomnienia z Rzeszowa, Kryształ, Śladami Kopernika, Bursztynowy szlak, Trzy siódemki, Pejzaż polski i Portfel, a także muzykę do filmów rysunkowych i reklamowych. Ponadto jest autorem muzyki teatralnej (m.in. Mój przyjaciel duży M. i Conservatorium), utworów instrumentalnych i piosenek napisanych m.in. dla: Felicjana Andrzejczaka, Stanisława Wenglorza, Anny Jantar, Eleni, Krystyny Giżowskiej, Ireny Jarockiej, Lidii Stanisławskiej, Majki Jeżowskiej, czy Anny Jurksztowicz. Od 1989 roku prowadzi Międzynarodową Fundację Kultury "Ostoya" w Warszawie. Był kierownikiem muzycznym w programach telewizyjnych: Idol i Jak oni śpiewają. Od września 2009 roku sprawuje opiekę artystyczną nad grupą wokalną Voice Factory, dla której także aranżuje.